# يوسف داسكالاكيس
يوسف داسكالاكيس (باليونانية: Ιωσήφ Δασκαλάκης)‏ هو لاعب كرة قدم يوناني في مركز حراسة المرمى، ولد في 7 أغسطس 1982 في كاندية في إمارة إقريطش. لعب مع أوفي كريت وإيرغوتيليس ونادي أولمبياكوس.

## وصلات خارجية
- يوسف داسكالاكيس على موقع قاعدة بيانات كرة القدم.إي يو (الإنجليزية)
- يوسف داسكالاكيس على موقع بيانات كرة القدم. دي إي (الألمانية)
- يوسف داسكالاكيس على موقع Soccerway.com (الإنجليزية)
- يوسف داسكالاكيس على موقع عالم كرة القدم.نت (الإنجليزية)